# Himno generacional 83
«Himno generacional #83» fue el adelanto en sencillo del álbum de Los Planetas Pop. En su primera edición, se acompañaba de una camiseta del grupo.

## Lista de canciones
1. Himno generacional #83 2:10
2. Prefiero bollitos 5:40
3. Manchas solares 3:43

Se editó un sencillo en CD promocional con Himno generacional #83 como única canción.

## Reediciones
En 2005 se incluyó, en formato CD, en la caja Singles 1993-2004. Todas sus caras A / Todas sus caras B (RCA - BMG). El cofre se reeditó, tanto en CD como en vinilo de 10 pulgadas, por octubre / Sony en 2015.
En 2015 Subterfuge Records reedita el sencillo en vinilo de siete pulgadas.

## Videoclip
El vídeo promocional de la canción fue dirigido por Jess Franco y rodado en la Sala El Sol de Madrid.
Está disponible en el VHS Los Planetas. Videografía (viacarla.com, 2000), como contenido extraordinario de Encuentro con entidades DVD (RCA - BMG 2002) y en el DVD  Principios básicos de Astronomía (octubre - Sony Music Entertainment 2009).

## Versión deManchas solares
En la versión digital de Super H (homenaje al Super 8) (Casa Maracas, 2025, disco homenaje a Super 8  ) se incluye una versión de Manchas solares por Edu Requejo.